# Dom Landauów w Krakowie
Dom Landauów (także Kamienica Jordanów) – zabytkowa kamienica znajdująca się w Krakowie, w dzielnicy I przy ulicy Szerokiej 2, na rogu z ulicą Miodową 41, na Kazimierzu.
Kamienica powstała w XVIII w. na skutek połączenia trzech z sześciu XVII-wiecznych kamienic położonych na tej pierzei ul. Szerokiej. Właścicielem kamienicy była wpływowa żydowska rodzina Landau. Obecnie w kamienicy znajduje się Klub „Kuźnica” oraz księgarnia żydowska „Jarden”.